# Proyecto fin de carrera
El proyecto o trabajo de fin de carrera (también llamado PFC) es, en ciertos países como los pertenecientes al Espacio Europeo de Educación Superior, un proyecto o trabajo exigido como condición para obtener finalmente una titulación universitaria.
En España, tras la reforma universitaria de Bolonia, este trabajo pasa a ser requisito obligatorio para obtener los correspondientes títulos oficiales de Grado y Máster. Para el primero, dicho trabajo recibe la denominación de trabajo de fin de grado y, para el segundo, de trabajo de fin de máster.  
Los trabajos de fin de carrera pueden ser libremente consultados en las bibliotecas de los centros universitarios donde se publicaron, así como en los repositorios digitales correspondientes. Algunas universidades promueven que, en el caso de que estos proyectos sean software, se licencien de manera libre.

## El trabajo de fin de grado (TFG)
Trabajo de fin de grado (TFG) es un proyecto de investigación autónomo con una tesina final de los grados universitarios que realiza el alumno, que tiene entre 6 y 30 créditos ECTS.
Con el Proceso de Bolonia y el Espacio Europeo de Educación Superior, los títulos universitarios de grado (240 créditos ECTS) exigen como condición para adquirir la titulación un proyecto de investigación autónomo con una tesina final que tiene entre 6 y 30 créditos ECTS.
La realización del TFG tiene la finalidad de favorecer que el estudiante integre las enseñanzas recibidas durante los estudios y asegurar la adquisición de las competencias propias de la titulación.
El trabajo tiene que incluir una tesina fruto de una investigación, que se hace bajo la supervisión de un tutor (supervisor del TFG) y al final se debe presentar y defender el trabajo ante un tribunal que calificará y valorará el trabajo.

## El trabajo de fin de máster (TFM)
El trabajo de fin de máster es un requisito imprescindible para obtener un título de posgrado, que consisten en la realización de un trabajo de investigación bajo la supervisión de un tutor en el que se pongan de manifiesto los conocimientos y competencias adquiridas por el estudiante a lo largo de la titulación.